# Reinaldo Dopp
Reinaldo Dopp ist ein deutscher Tenor. Er wurde als Sohn eines Kaufmanns und einer Apothekerin in Perleberg (Brandenburg) geboren.

## Ausbildung
Er studierte Kirchenmusik und Gesang in Halle (Saale). Das Kirchenmusikstudium schloss er im Jahr 2001 mit dem A-Examen ab, das Gesangsstudium im Jahr 2003 mit der künstlerischen Reifeprüfung im Fach Konzert- und Liedgesang. In dieser Zeit besuchte er Gesangs- und Orgelmeisterkurse unter anderem bei Guy Bovet und Ruth Ziesak.

## Karriere
Seit 2004 ist Reinaldo Dopp regelmäßig als Oratoriensänger tätig, sang aber schon 2002 bei den Händelfestspielen Halle die Rolle des Lazarus in der gleichnamigen Oper von Johann Heinrich Rolle.
Er arbeitet mit Vertretern der „Alte-Musik-Szene“ zusammen, darunter Ludger Rémy.
Es folgten CD- und Rundfunkproduktionen und erste Bühnenprojekte. 2005 und 2007 sang Dopp in der Uraufführung des szenischen Oratoriums Luther von Dietrich Lohff unter anderem in der Stadtkirche St. Marien zu Wittenberg, die Rolle des Tetzel. 2006 sang er verschiedene Rollen in der Ballettoper Les Quatre Saisons von Johann Christoph Schmidt im Sommerpalais im Dresdner Großen Garten. Sein Debüt als Liedsänger gab er im Jahr 2008 mit dem Zyklus Winterreise von Franz Schubert im Händelhaus Halle.
Reinaldo Dopp ist als freiberuflicher Sänger tätig.